# Калачигівське сільське поселення
Калачи́гівське сільське поселення (рос. Калачиговское сельское поселение) — адміністративна одиниця у складі Верхошижемського району Кіровської області Росії. Адміністративний центр поселення — присілок Калачиги.

## Історія
Станом на 2002 рік на території сучасного поселення існували такі адміністративні одиниці:
- Калачигівський сільський округ (присілки Великі Бліни, Ірдим, Калачиги, Малі Бліни, Починок, Сосняги)

Поселення було утворене згідно із законом Кіровської області від 7 грудня 2004 року № 284-ЗО у рамках муніципальної реформи шляхом перетворення Калачигівського сільського округу.

## Населення
Населення поселення становить 590 осіб (2017; 599 у 2016, 630 у 2015, 646 у 2014, 671 у 2013, 682 у 2012, 711 у 2010, 803 у 2002).

## Склад
До складу поселення входять 6 населених пунктів:
| Населений пункт        | Населення, осіб (2002) | Населення, осіб (2010) |
| ---------------------- | ---------------------- | ---------------------- |
| Великі Бліни, присілок | 0                      | 0                      |
| Ірдим, присілок        | 5                      | 3                      |
| Калачиги, присілок     | 786                    | 707                    |
| Малі Бліни, присілок   | 0                      | 0                      |
| Починок, присілок      | 8                      | 1                      |
| Сосняги, присілок      | 4                      | 0                      |